# Nati nel 1920/Gennaio
| Questa pagina contiene informazioni ricavate automaticamente dalle voci biografiche con l'ausilio del template Bio e di un bot. L'aggiornamento è periodico e automatico e ricostruisce completamente la pagina. Se manca una persona in questa lista, sei pregato di non aggiungerla, ma accertati piuttosto che la sua voce biografica contenga il template Bio e che i dati anagrafici siano correttamente compilati. Se il template Bio manca, inseriscilo tu stesso o, in alternativa, metti l'avviso {{tmp\|Bio}} che ne segnala la mancanza. Se i dati riportati sono sbagliati, correggi direttamente la voce biografica; le modifiche saranno visibili in questa lista entro pochi giorni. Per chiarimenti vedi il progetto biografie. La lista contiene solo le 225 persone che sono citate nell'enciclopedia e per le quali è stato implementato correttamente il template Bio. Pagina aggiornata al 10 lug 2025. |

- 1º gennaio - Giuseppe Bellafiore, storico dell'arte e saggista italiano († 2012)
- 1º gennaio - Osvaldo Cavandoli, animatore, regista e fumettista italiano († 2007)
- 1º gennaio - Nazareno Fabbretti, giornalista e presbitero italiano († 1997)
- 1º gennaio - Nicola Filacuridi, tenore italiano († 2009)
- 1º gennaio - Al Moschetti, cestista statunitense († 2007)
- 1º gennaio - Basil L. Plumley, militare statunitense († 2012)
- 1º gennaio - Alfredo Ramos dos Santos, calciatore brasiliano († 1997)
- 1º gennaio - Marceau Stricanne, calciatore francese († 2012)
- 1º gennaio - Natalino Terracciano, abate italiano († 1993)
- 1º gennaio - Alfred Tomatis, medico francese († 2001)
- 1º gennaio - Carlo Visintin, calciatore e allenatore di calcio italiano
- 1º gennaio - Heinz Zemanek, informatico austriaco († 2014)
- 1º gennaio - Mohammed Siddiq al-Minshawi, egiziano († 1969)
- 2 gennaio - Isaac Asimov, scrittore, biochimico e divulgatore scientifico statunitense († 1992)
- 2 gennaio - Andrew Cavendish, XI duca di Devonshire, nobile e politico britannico († 2004)
- 2 gennaio - David Descalzo, cestista peruviano († 2004)
- 2 gennaio - Bob Feerick, cestista, allenatore di pallacanestro e dirigente sportivo statunitense († 1976)
- 2 gennaio - Charles Heine, calciatore francese († 1971)
- 2 gennaio - George Herbig, astronomo statunitense († 2013)
- 2 gennaio - Nobuyuki Katō, calciatore giapponese
- 2 gennaio - Anna Langfus, scrittrice e drammaturga polacca († 1966)
- 2 gennaio - Antun Lokošek, calciatore e allenatore di calcio croato († 1994)
- 2 gennaio - Angelo Mangano, poliziotto italiano († 2005)
- 2 gennaio - Vicente Palacio Atard, storico spagnolo († 2013)
- 3 gennaio - Siegfried Buback, magistrato tedesco († 1977)
- 3 gennaio - Renato Carosone, cantautore, pianista e direttore d'orchestra italiano († 2001)
- 3 gennaio - Pietro De Dominicis, politico italiano († 1990)
- 3 gennaio - Enzo Garavoglia, calciatore italiano († 1996)
- 3 gennaio - Enzo Loni, calciatore italiano († 2008)
- 3 gennaio - Paul Meehl, psicologo statunitense († 2003)
- 4 gennaio - Aldo Baito, ciclista su strada italiano († 2015)
- 4 gennaio - Rosalie Crutchley, attrice britannica († 1997)
- 4 gennaio - Robert Lamoureux, attore, regista e commediografo francese († 2011)
- 4 gennaio - Pinuccia Nava, attrice italiana († 2006)
- 4 gennaio - Harry Parkes, calciatore inglese († 2009)
- 4 gennaio - Michele Prisco, scrittore e giornalista italiano († 2003)
- 4 gennaio - Massimo Rendina, giornalista e partigiano italiano († 2015)
- 4 gennaio - Božidar Takev, cestista e allenatore di pallacanestro bulgaro († 2009)
- 5 gennaio - Arturo Benedetti Michelangeli, pianista italiano († 1995)
- 5 gennaio - Egeo Broccolino, generale italiano († 2013)
- 5 gennaio - André Simon, pilota automobilistico francese († 2012)
- 5 gennaio - William Ward, IV conte di Dudley, nobile scozzese († 2013)
- 6 gennaio - Ferdinando Chevrier, pittore italiano († 2005)
- 6 gennaio - Henry Corden, attore e doppiatore canadese († 2005)
- 6 gennaio - Giovanni D'Ascenzi, vescovo cattolico e sociologo italiano († 2013)
- 6 gennaio - Ipoustéguy, scultore, pittore e disegnatore francese († 2006)
- 6 gennaio - Josep Lluís Facerías, anarchico e guerrigliero spagnolo († 1957)
- 6 gennaio - John Maynard Smith, biologo e genetista inglese († 2004)
- 6 gennaio - Dante Nardi, calciatore italiano († 1998)
- 6 gennaio - Early Wynn, giocatore di baseball statunitense († 1999)
- 7 gennaio - Ettore Barelli, traduttore, curatore editoriale e scrittore italiano († 2005)
- 7 gennaio - Georges Claes, ciclista su strada e ciclocrossista belga († 1994)
- 7 gennaio - Vincent Gardenia, attore italiano († 1992)
- 7 gennaio - Georges Pichard, fumettista francese († 2003)
- 7 gennaio - Alastair Pilkington, ingegnere, inventore e imprenditore inglese († 1995)
- 7 gennaio - Michele Ruella, calciatore italiano († 1982)
- 7 gennaio - Rudolf Heinz Ruffer, militare e aviatore tedesco († 1944)
- 7 gennaio - Deb Smith, cestista e allenatore di pallacanestro statunitense († 2009)
- 8 gennaio - Richard Benedict, attore e regista statunitense († 1984)
- 8 gennaio - Dino Caponi, pittore italiano († 2000)
- 8 gennaio - Elisabeth Fraser, attrice statunitense († 2005)
- 8 gennaio - Pietro Germano, politico e partigiano italiano († 1982)
- 8 gennaio - Jack Günthard, ginnasta e allenatore di ginnastica svizzero († 2016)
- 8 gennaio - Osamu Hayaishi, biologo giapponese († 2015)
- 8 gennaio - Carol Lambrino, rumeno († 2006)
- 8 gennaio - Laura Redi, attrice italiana († 2002)
- 8 gennaio - Romolo Sforza, calciatore italiano († 1987)
- 8 gennaio - Abbey Simon, pianista statunitense († 2019)
- 8 gennaio - Elvi Svendsen, nuotatrice danese († 2013)
- 9 gennaio - Clive Dunn, attore, comico e artista inglese († 2012)
- 9 gennaio - Homer Fuller, cestista e allenatore di pallacanestro statunitense († 2007)
- 9 gennaio - Walter Haas, politico tedesco († 1996)
- 9 gennaio - Rubén Ruiz Ibárruri, militare spagnolo († 1942)
- 9 gennaio - Sergio Scaglietti, designer e imprenditore italiano († 2011)
- 9 gennaio - João Cabral de Melo Neto, poeta e diplomatico brasiliano († 1999)
- 10 gennaio - Georges Aeschlimann, ciclista su strada svizzero († 2010)
- 10 gennaio - Raisa Aronova, aviatrice russa († 1982)
- 10 gennaio - Klaas Berga, poliziotto olandese († 1994)
- 10 gennaio - Rut Brandt, scrittrice tedesca († 2006)
- 10 gennaio - Richard N. Frye, linguista, filologo e iranista statunitense († 2014)
- 10 gennaio - Rosella Hightower, danzatrice statunitense († 2008)
- 10 gennaio - Georges Marchal, attore francese († 1997)
- 10 gennaio - Ken Noritomo Otani, judoka, allenatore di judo e militare giapponese († 2017)
- 11 gennaio - Vladimir Jakovlevič Vengerov, regista cinematografico sovietico († 1997)
- 12 gennaio - James Farmer, politico e attivista statunitense († 1999)
- 12 gennaio - Dorothy Green, attrice statunitense († 2008)
- 12 gennaio - Francesco Milizia, sceneggiatore italiano († 1983)
- 12 gennaio - Bill Reid, artista canadese († 1998)
- 12 gennaio - Mac Speedie, giocatore di football americano statunitense († 1993)
- 12 gennaio - Theodor Uppman, baritono statunitense († 2005)
- 13 gennaio - Piero Farulli, violista italiano († 2012)
- 13 gennaio - Francesco Malfatti di Montetretto, diplomatico, partigiano e agente segreto italiano († 1999)
- 13 gennaio - Knut Nordahl, calciatore svedese († 1984)
- 13 gennaio - Guido Torrigiani, matematico e politico italiano († 2000)
- 14 gennaio - Cris Alexander, attore, ballerino e fotografo statunitense († 2012)
- 14 gennaio - Elio Borsetto, calciatore e allenatore di calcio italiano († 2002)
- 14 gennaio - Jean Dutourd, scrittore francese († 2011)
- 14 gennaio - Bertus de Harder, calciatore olandese († 1982)
- 14 gennaio - Roberto Menghi, architetto e designer italiano († 2006)
- 14 gennaio - Triphon Verstraeten, ciclista su strada belga († 1946)
- 15 gennaio - Giuseppe Angelini, politico italiano († 2007)
- 15 gennaio - Serafim Cholodkov, allenatore di calcio e calciatore sovietico († 1998)
- 15 gennaio - Emilio Conti, calciatore e allenatore di calcio italiano
- 15 gennaio - Bob Davies, cestista e allenatore di pallacanestro statunitense († 1990)
- 15 gennaio - Walter Evans, ingegnere statunitense († 1999)
- 15 gennaio - Anton Malatinský, allenatore di calcio e calciatore cecoslovacco († 1992)
- 15 gennaio - John Joseph O'Connor, cardinale e arcivescovo cattolico statunitense († 2000)
- 15 gennaio - Ettore Picutti, ingegnere e partigiano italiano († 2003)
- 16 gennaio - Walley Barnes, calciatore e allenatore di calcio gallese († 1975)
- 16 gennaio - Alberto Crespo, pilota automobilistico argentino († 1991)
- 16 gennaio - Liliana Fantoni, fumettista italiana († 2016)
- 16 gennaio - Stefano II Ghattas, cardinale e patriarca cattolico egiziano († 2009)
- 16 gennaio - Josep Gonzalvo, allenatore di calcio e calciatore spagnolo († 1978)
- 16 gennaio - Carmine Iacovazzo, calciatore italiano († 1998)
- 16 gennaio - Tatjana Karumnaitė, cestista lituana († 2002)
- 16 gennaio - Elliott Reid, attore e sceneggiatore statunitense († 2013)
- 17 gennaio - Fernando Aurini, giornalista e critico musicale italiano († 2003)
- 17 gennaio - Elve Fortis de Hieronymis, artista e scrittrice italiana († 1992)
- 17 gennaio - Sven Israelsson, combinatista nordico svedese († 1989)
- 17 gennaio - Karsten Johannessen, calciatore norvegese († 1997)
- 17 gennaio - Nora Kaye, ballerina, coreografa e produttrice cinematografica statunitense († 1987)
- 17 gennaio - Hugh Rouse, attore britannico († 1998)
- 17 gennaio - Giuseppe Zibetti, calciatore e allenatore di calcio italiano († 2008)
- 18 gennaio - Antonio Cambriglia, militare italiano († 1944)
- 18 gennaio - Paul Dickson, regista e sceneggiatore britannico († 2011)
- 18 gennaio - Daniele Ferrari, vescovo cattolico italiano († 2006)
- 18 gennaio - Enzo Ferretti, cestista italiano († 2010)
- 18 gennaio - Mario Ghibaudo, presbitero italiano († 1943)
- 18 gennaio - Corrado Romano, violinista italiano († 2003)
- 19 gennaio - Ciccio Barbi, attore italiano († 1992)
- 19 gennaio - Luciano Chailly, compositore italiano († 2002)
- 19 gennaio - Roberto Marcelo Levingston, generale e politico argentino († 2015)
- 19 gennaio - Buddy O'Grady, cestista e allenatore di pallacanestro statunitense († 1992)
- 19 gennaio - Javier Pérez de Cuéllar, politico e diplomatico peruviano († 2020)
- 20 gennaio - Marcos Ana, poeta spagnolo († 2016)
- 20 gennaio - Richard Atkinson, archeologo britannico († 1994)
- 20 gennaio - Federico Fellini, regista, sceneggiatore e fumettista italiano († 1993)
- 20 gennaio - Vittore Fiore, giornalista e scrittore italiano († 1999)
- 20 gennaio - Giampiero Gerosa, giornalista e scrittore italiano († 2011)
- 20 gennaio - Sam Gibbons, politico statunitense († 2012)
- 20 gennaio - Michael Higgins, attore statunitense († 2008)
- 20 gennaio - DeForest Kelley, attore statunitense († 1999)
- 20 gennaio - Koichi Tohei, artista marziale giapponese († 2011)
- 20 gennaio - Hildegard Lächert, militare tedesca († 1995)
- 20 gennaio - Sebastián Ontoria, calciatore spagnolo († 2004)
- 20 gennaio - Carlo Sanna, politico italiano († 2007)
- 20 gennaio - Thorleif Schjelderup, saltatore con gli sci norvegese († 2006)
- 20 gennaio - Ferruccio Serafini, militare e aviatore italiano († 1943)
- 20 gennaio - Fabian Ver, generale filippino († 1998)
- 20 gennaio - Clint Wager, giocatore di football americano e cestista statunitense († 1996)
- 20 gennaio - Erik Wilbek, cestista e pallamanista danese († 1986)
- 21 gennaio - Errol Barrow, politico barbadiano († 1987)
- 21 gennaio - Hans Fiederer, calciatore tedesco († 1980)
- 21 gennaio - Edvin Hansen, calciatore danese († 1990)
- 21 gennaio - James Yimm Lee, artista marziale statunitense († 1972)
- 21 gennaio - Július Tomanovič, calciatore slovacco († 1990)
- 21 gennaio - Richard Trowbridge, ammiraglio inglese († 2003)
- 21 gennaio - Vera Vassalle, partigiana italiana († 1985)
- 22 gennaio - Giuseppe Biancani, politico italiano († 1981)
- 22 gennaio - Mario Dolcher, matematico italiano († 1997)
- 22 gennaio - Chiara Lubich, mistica italiana († 2008)
- 22 gennaio - Alf Ramsey, calciatore e allenatore di calcio inglese († 1999)
- 22 gennaio - Rubino Romeo Salmonì, scrittore e superstite dell'Olocausto italiano († 2011)
- 22 gennaio - Johann Paul Saxl, politico italiano († 2008)
- 22 gennaio - Ferdinando Stagno d'Alcontres, politico e banchiere italiano († 1976)
- 23 gennaio - Gottfried Böhm, architetto tedesco († 2021)
- 23 gennaio - Henry Eriksson, mezzofondista svedese († 2000)
- 23 gennaio - Hugo Giorgi, calciatore argentino
- 23 gennaio - Walter Frederick Morrison, inventore statunitense († 2010)
- 23 gennaio - Philippa Pearce, scrittrice inglese († 2006)
- 23 gennaio - Joseph Risso, generale e aviatore francese († 2005)
- 24 gennaio - Jimmy Forrest, sassofonista statunitense († 1980)
- 24 gennaio - Luigi Ganelli, allenatore di calcio e calciatore italiano († 1985)
- 24 gennaio - José Antonio Infantes Florido, vescovo cattolico spagnolo († 2005)
- 24 gennaio - Adriano Magli, regista e critico teatrale italiano († 1988)
- 24 gennaio - Jerry Maren, attore statunitense († 2018)
- 25 gennaio - Orfeo Bellesini, calciatore italiano († 2004)
- 25 gennaio - Salvatore D'Angelo, presbitero e politico italiano († 2000)
- 25 gennaio - Shuchi Kubouchi, giocatore di go giapponese († 2020)
- 25 gennaio - Tat'jana Marinenko, partigiana sovietica († 1942)
- 25 gennaio - Edward Ullendorff, linguista britannico († 2011)
- 26 gennaio - Anton Beleš, calciatore slovacco († 1992)
- 26 gennaio - Derek Bond, attore e sindacalista britannico († 2006)
- 26 gennaio - Hans Holzer, scrittore austriaco († 2009)
- 26 gennaio - Heinz Keßler, politico e generale tedesco-orientale († 2017)
- 26 gennaio - Luigi Morandi, militare e partigiano italiano († 1944)
- 26 gennaio - Alberto Mario Moriconi, poeta italiano († 2010)
- 27 gennaio - Robert Abdesselam, tennista francese († 2006)
- 27 gennaio - Frankie Albert, allenatore di football americano e giocatore di football americano statunitense († 2002)
- 27 gennaio - František Bolček, calciatore slovacco († 1968)
- 27 gennaio - John Box, scenografo britannico († 2005)
- 27 gennaio - Hiroyoshi Nishizawa, aviatore giapponese († 1944)
- 27 gennaio - Ettore Ruocco, militare e partigiano italiano († 1944)
- 27 gennaio - Guido Tagliaferri, fisico italiano († 2000)
- 27 gennaio - Helmut Zacharias, violinista, compositore e conduttore televisivo tedesco († 2002)
- 28 gennaio - Maria Becker, attrice tedesca († 2012)
- 28 gennaio - Valentina Michajlovna Borisenko, scacchista russa († 1993)
- 28 gennaio - Santi Corvaja, giornalista e scrittore italiano († 1999)
- 28 gennaio - Barbara Freking, attrice e modella statunitense († 2008)
- 28 gennaio - Gilles-Gaston Granger, filosofo francese († 2016)
- 28 gennaio - Donald deAvila Jackson, psichiatra statunitense († 1968)
- 28 gennaio - Karl Mitterdorfer, politico italiano († 2017)
- 28 gennaio - Giuseppe Pozzo, calciatore italiano
- 28 gennaio - Lewis Wilson, attore statunitense († 2000)
- 29 gennaio - Peter Celsing, architetto svedese († 1974)
- 29 gennaio - Walter Del Medico, calciatore italiano († 1987)
- 29 gennaio - Ruth Foster, attrice statunitense († 2012)
- 29 gennaio - Armando Montani, militare italiano († 1943)
- 29 gennaio - Francis Seton, economista austriaco († 2002)
- 29 gennaio - José Luis de Vilallonga, scrittore e attore spagnolo († 2007)
- 30 gennaio - Michael Anderson, regista britannico († 2018)
- 30 gennaio - Edera Cordiale, discobola italiana († 1993)
- 30 gennaio - Machiko Hasegawa, fumettista giapponese († 1992)
- 30 gennaio - Patrick Heron, pittore britannico († 1999)
- 30 gennaio - Harold Johnson, cestista statunitense († 1999)
- 30 gennaio - Delbert Mann, regista statunitense († 2007)
- 30 gennaio - Luciano Serra, scrittore italiano († 2014)
- 30 gennaio - George Skibine, ballerino e direttore artistico sovietico († 1981)
- 31 gennaio - Luigi Bertoldi, politico italiano († 2001)
- 31 gennaio - José Luis Borbolla, calciatore messicano († 2001)
- 31 gennaio - Benoîte Groult, giornalista e scrittrice francese († 2016)
- 31 gennaio - Amedeo Rega, calciatore italiano († 2007)
- 31 gennaio - Siro Riccioni, militare italiano († 1956)
- 31 gennaio - Stewart Udall, politico e ambientalista statunitense († 2010)
- 31 gennaio - Bert Frederick Williams, calciatore inglese († 2014)